# باشگاه والیبال هورسان رامسر
باشگاه والیبال هورسان رامسر یک باشگاه والیبال ایرانی است که در سال ۱۳۹۸ تاسیس شده است.
در فصل ۹۸ این تیم توانست لیگ یک والیبال مردان را با رتبه ی دوم به اتمام برساند و راهی لیگ برتر شود. 
هورسان رامسر در فصول ۱۴۰۲،۱۴۰۱،۱۴۰۰،۹۹ به ترتیب توانست رتبه ی نهم، دوازدهم، پنجم و دهم را کسب کند
در اردیبهشت ماه ۱۴۰۳ امتیاز لیگ برتری این تیم در عین ناباوری به سایپا فروخته شد و زحمات والیبال دوستان رامسری بی ثمر باقی ماند
سالن ورزشی شهید صدر سالن اختصاصی این تیم می‌باشد که با گنجایش ۸۰۰ نفر در ساداتشهر رامسر واقع شده است.